# آندری نسمکینای
آندری نسمکینای (اوکراینی: Андрій Миколайович Несмачний؛ زادهٔ ۲۸ فوریهٔ ۱۹۷۹) یک بازیکن فوتبال اهل اوکراین است.
وی همچنین در تیم ملی فوتبال اوکراین بازی کرده‌است.